# Minimal Beat
Minimal Beat je skladba americké houslistky Lindsey Stirling. Skladba pochází z jejího debutového alba Lindsey Stirling, které produkovala společně s producentem Markem G.

## Videoklip
Videoklip ke skladbě byl vydán 14. listopadu 2013 a je sestřihem z celosvětového turné Lindsey Stirling. Na YouTube měl videoklip přes 1,5 milionu zhlédnutí.[kdy?]